# Theristus uncinatus
Theristus uncinatus är en rundmaskart som beskrevs av Christian Wieser 1959. Theristus uncinatus ingår i släktet Theristus och familjen Monhysteridae. Inga underarter finns listade i Catalogue of Life.